# Granica tajsko-laotańska
Granica tajsko-laotańska – granica międzypaństwowa między Tajlandią i Laosem, ciągnąca się na długości 1754 km od trójstyku z Mjanmą na północy do trójstyku z Kambodżą na południu. Znaczną część granicy wyznacza rzeka Mekong.

## Przebieg granicy
Granica tajsko-laotańska na północy rozpoczyna się u zbiegu rzek Mekong i Kok, gdzie znajduje się trójstyk granic Mjanmy, Tajlandii i Laosu (współrzędne: 20°21′15,5″N 100°04′59,5″E/20,354306 100,083194). Stąd biegnie w kierunku wschodnim wzdłuż Mekongu, od którego odchodzi na prawy brzeg rzeki od punktu określonego współrzędnymi 20°10′04,5″N 100°34′42,5″E/20,167917 100,578472, kierując się na południe. Około 65 km na południe od tego punktu granica skręca w kierunku wschodnim. Za miejscowością Muang Ngeum ponownie skręca w kierunku południowym. Za górą Phu Soi Dao granicę zaczyna wyznaczać rzeka Hueang, która prowadzi ją aż do ujścia do Mekongu. Następnie na długim odcinku granicę ponownie wyznacza rzeka Mekong. Około 30 km przed Pakxé granica ponownie odchodzi od Mekongu na prawy brzeg rzeki i przez góry Dângrêk biegnie na południe do trójstyku Tajlandii, Laosu i Kambodży (współrzędne: 14°20′32,5″N 105°12′23,0″E/14,342361 105,206389).

## Historia
Przebieg granicy został ustalony po opanowaniu terytorium obecnego Laosu przez Francję, która utworzyła tam swój protektorat, później wcielony do Indochin Francuskich. Traktat pokojowy z 1893 roku, podpisany po wojnie francusko-syjamskiej, określił granicę francuskiego protektoratu z Syjamem (na całej jej długości) na rzece Mekong. Porozumienie podpisane w 1902 roku przyznało Francji dodatkowe terytoria na zachodnim (prawym) brzegu Mekongu, w części północnej tereny obecnie z grubsza zajmowane przez prowincję Xaignabouli, i na południu, w pobliżu granicy z Kambodżą. Kolejne porozumienia z lat 1904, 1907 i 1926 korygowały i doprecyzowywały przebieg granicy. W trakcie II wojny światowej Indochiny zostały opanowane przez Japonię, a obszary na prawym brzegu Mekongu powróciły w granice Syjamu. Po zakończeniu wojny przywrócono granice sprzed japońskiej inwazji.
W 1949 roku Laos uzyskał częściową – a w 1953 roku pełną – niepodległość, tym samym granica dawnego protektoratu stała się granicą nowego państwa. Odtąd, od czasu do czasu, pojawiały się roszczenia ze strony Tajlandii odnośnie do terenów położonych na prawym brzegu Mekongu. Po zakończeniu w Laosie wojny domowej w 1975 roku i dojściu do władzy komunistów, napięcia graniczne przybrały na sile, czasami przyjmując formę zbrojnych konfliktów. Starcia wywołane pod koniec 1987 roku skutkowały liczbą ponad 1000 ofiar śmiertelnych, co skłoniło obie strony do podjęcia rokowań w celu ostatecznego rozstrzygnięcia kwestii spornej granicy. Prace demarkacyjne były już w zaawansowanej fazie rozwoju, ale zostały wstrzymane w 1997 roku przez azjatycki kryzys finansowy. Obie strony zgadzają się co do tego, że tereny na prawym brzegu Mekongu, zajęte jeszcze przez Francuzów na mocy porozumień z 1904, 1907 i 1926 roku, powinny pozostać w granicach Laosu, kwestią nierozstrzygniętą pozostaje jedynie dokładne wyznaczenie przebiegu granicy.
W latach 1991–1994 na południe od Wientianu, stolicy Laosu, wybudowano pierwszy most graniczny na rzece Mekong, nazwany Mostem Przyjaźni Tajsko-Laotańskiej. Drugi Most Przyjaźni, w pobliżu Savannakhét, wybudowano w latach 2004–2006. W latach 2009–2011, na północ od Nakhon Phanom, wybudowano trzeci most. Czwarty most powstał w latach 2010–2013 w pobliżu Ban Houayxay.